# Klassieke eiken van Białowieża

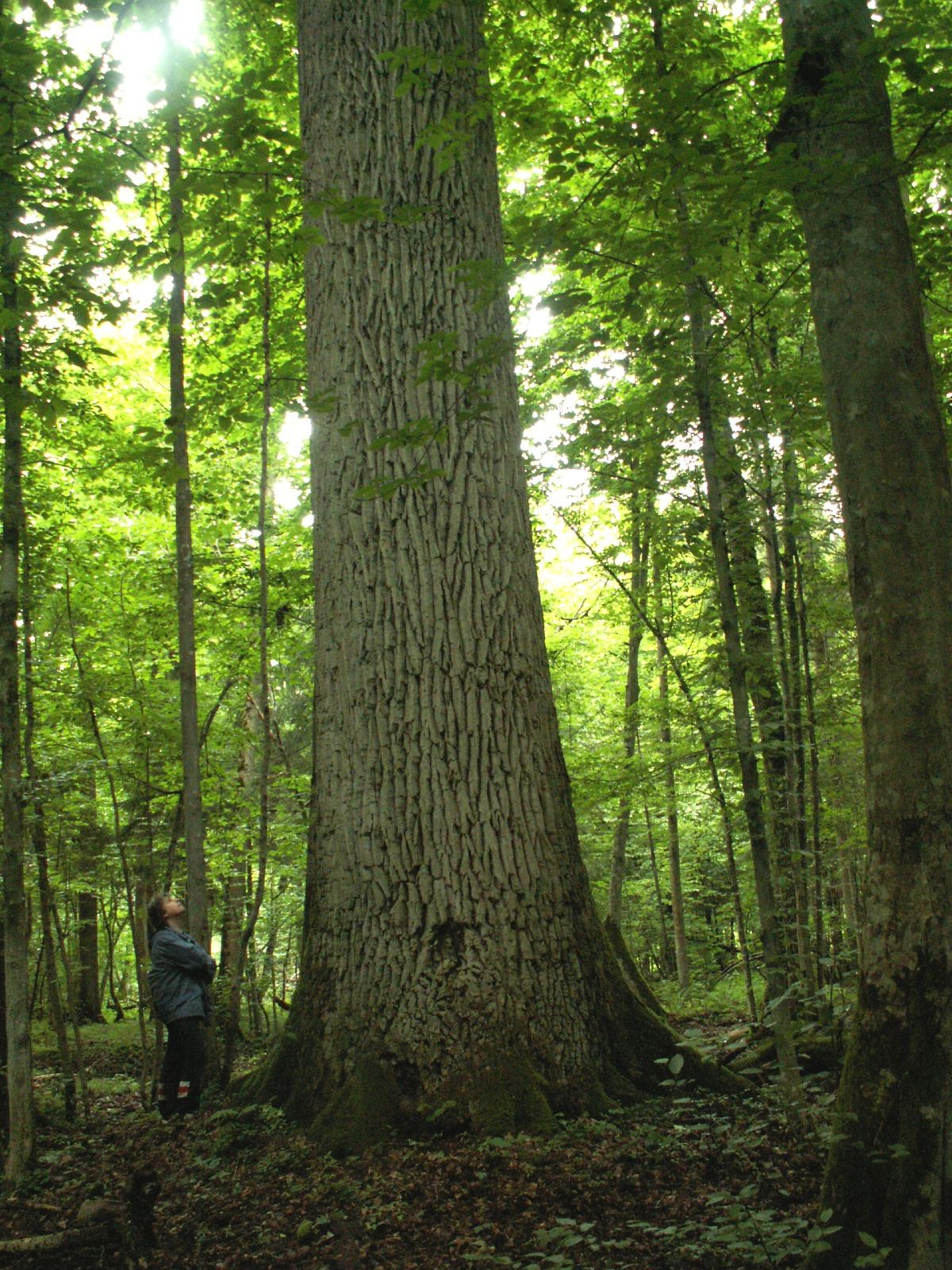
De Małgosia-eik ("Grietje-eik") - deze eik voldoet aan alle criteria van de klassieke eiken.

De Klassieke eiken van Białowieża zijn eiken uit het Woud van Białowieża met een rechte stam en een hoge kruin. 
Door de concurrentie met andere bomen krijgen de eiken niet voldoende licht waardoor de onderste takken afsterven en is de boom genoodzaakt de hoogte in te groeien om voldoende licht te krijgen. Het gevolg hiervan is dat de kroon niet zo breed is als bij de eiken die in een open ruimte groeien. De eigenschappen die deze eiken uniek maken zijn beschreven door Jan Jerzy Karpinski. Karpinski beschreef de volgende kenmerken waaraan een eik moet voldoen om de status klassieke eik te krijgen: 
- De omtrek op borsthoogte (130 centimeter) bedraagt minstens 550 centimeter;
- De takvrije hoogte mag niet meer dan 15 meter bedragen;
- De stam moet minstens 25 hoog zijn;
- De eik mag niet meer dan 36 meter hoog zijn.

Voorbeelden van klassieke eiken zijn de "Tsaar"-eik en de Maciekeik. Het volume van de Maciekeik wordt geschat op 80 kubieke meter en dat van de Tsaar-eik bedraagt 70 kubieke meter. De Jagielloeik en de Bartny-eik behoren niet tot de Klassieke eiken van Białowieża.